# Nedu Onyeuku
Chinedu J. Onyeuku, detto Nedu (Lagos, 5 novembre 1983 – Plano, 21 novembre 2012), è stato un cestista nigeriano.

## Biografia

### Morte
Il 21 novembre 2012 il ventinovenne Onyeuku morì quando l'abitante di una casa sparò a due uomini che tentavano di entrare clandestinamente a casa sua a Plano, nel Texas.
Subito sorsero voci ad Omaha che un certo Valentine fosse il secondo svaligiatore e che i suoi parenti lo avevano accompagnato in auto nel Texas, per poi riaccompagnarlo ad Omaha.
Il 9 aprile successivo Valentine chiamò il suo probation officer. Secondo i documenti archiviati la settimana precedente, Valentine disse al funzionario che egli "...andò a Plano e la sua intenzione era di entrare nella casa di un trafficante di stupefacenti per derubarlo".
"Quindi ebbe luogo un omicidio", secondo i documenti del pubblico accusatore, Bill Ouren. In base alle sue affermazioni ufficiali, a Valentine fu fatto divieto di lasciare la contea di Douglas senza l'autorizzazione dell'autorità giudiziaria.
Valentine, all'età di 25 anni, fu incarcerato e, se riconosciuto colpevole, avrebbe avuto una condanna a cinque anni di carcere, come massimo, per traffico di stupefacenti. Nel frattempo le indagini sulla morte di Onyeuku continuarono.

## Carriera
Con la Nigeria disputò i Campionati africani del 2011.